# Waltershof
Waltershof o en baix alemany Waltershoff és un barri del districte d'Hamburg-Mitte al sud de l'estat d'Hamburg a Alemanya a la frontera amb Baixa Saxònia. A la fi de 2002 tenia deu habitants a una superfície de 9,267 km² dels quals només en quedaven quatre el 2012.

## Geografia i economia
Walterhof forma una petita península formada per l'Elba al nord, el Köhlbrand al llevant i el Köhlfleet a ponent. per les instal·lacions portuàries. Està feta d'instal·lacions portuàries, el ferrocarril de mercaderies i l'autopista A7. El pont del Köhlbrand que connecta Waltershof amb Steinwerder amb les seves 53 metres d'altitud n'és l'edifici més destacat.
Una segona marejada destructiva el 1976 va significar la fi del poble habitat. Els habitants van ser expropiats, el terra va ser sobrealçat in transformat en un terminal de contenidors que carrega i descarrega 5000 vaixells per any. L'obra per a augmentar la capacitat cap a 5,2 milions de TEU-contenidors ha començat.

## Història
A l'edat mitjana hi havia dues illes fluvials Ruggenbergen al sud i Griesenwarder al nord (1344), unides per un dic circular comú, separades per un priel, el Mühlenfleth, més on menys a l'actual moll Waltershofer Hafen. Eren unes dues de les illes que van crear-se quan l'illa major anterior, Gorieswerder, un feu dels ducs de Holstein que al segle xiv va trencar-se després d'unes marejades. Des dels anys 1500 Rugenbergen era una propietat de la ciutat d'Hamburg. Després del Tractat de Gottorp del 1768, Griesenwerder passa dels Holstein a la ciutat. El 1788 un arrendatari va nomenar el seu mas «Waltershof» i el nom va passar a tota l'illa que no tenia gaire habitants: el 1871 eren només 121. Els prats molls a la terra fora del dic, submergits d'hivern servien l'estiu per a pasturar el bestiar.

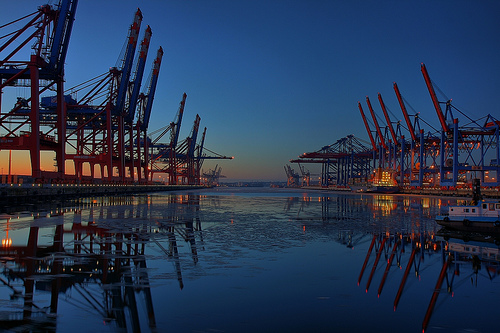
Moll del Waltershofer Hafen

Des del 1911 va començar l'obra per eixamplar el port. Aquesta no va gaire progressar per cause de la Primera Guerra Mundial i els temps durs dels anys 1920. La població va augmentar després de l'operació Gomorra del 1943, quan els refugiats van construir-hi casetes provisional. Una segona ona va seguir després de la Segona Guerra Mundial amb els expulsats dels territoris alemanys que van passar a Polònia i Rússia. El 1962, al moment de la marejada del 16 de febrer tenia 4096 habitants, dels quals 42 van morir a l'aigua alta. La construcció de l'autopista A7 va necessitar la destrucció de la masia històrica del 1775 i monument llistat des de 1925 que va donar el nom als barri.

## Llocs d'interès
- La casa Seemannshöft a la confluència de l'Elba i del Köhlfleet dissenyada per l'arquitecte Fritz Schumacher
- La resclosa Rugenberger Schleuse
- El pont del Köhlbrand

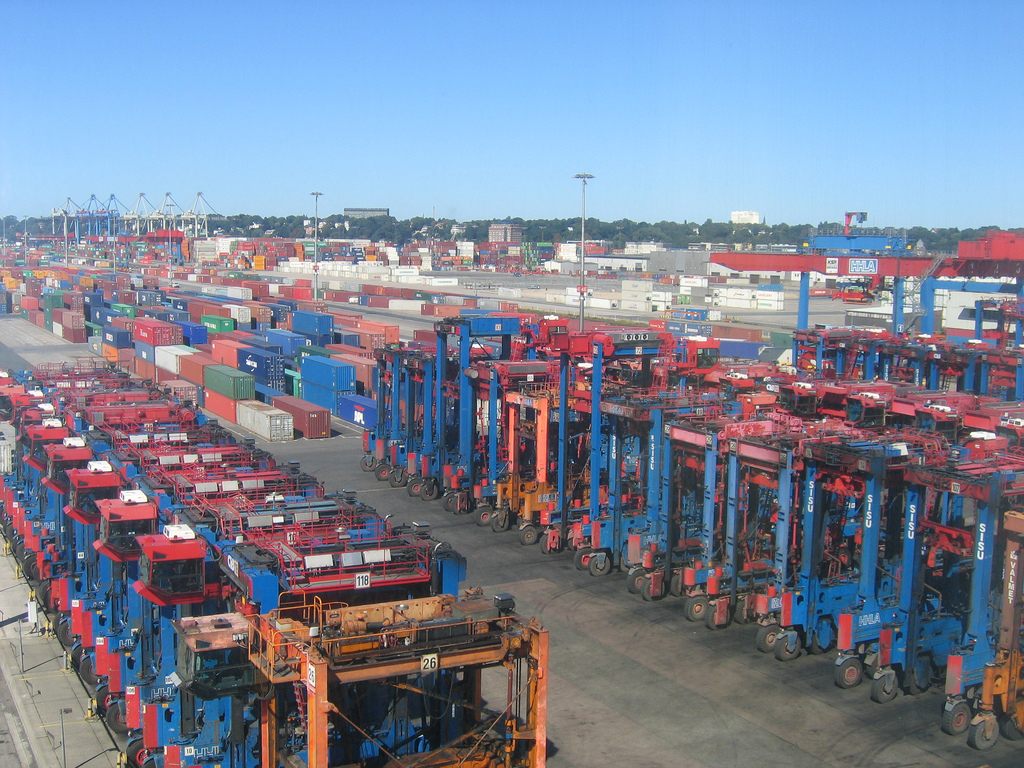
Terminal de contenidors Burchhardkai (CTB)
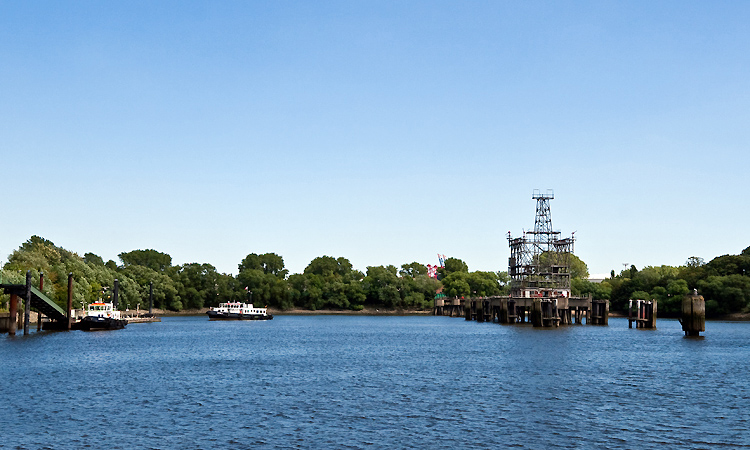
El port Köhlfleethafen
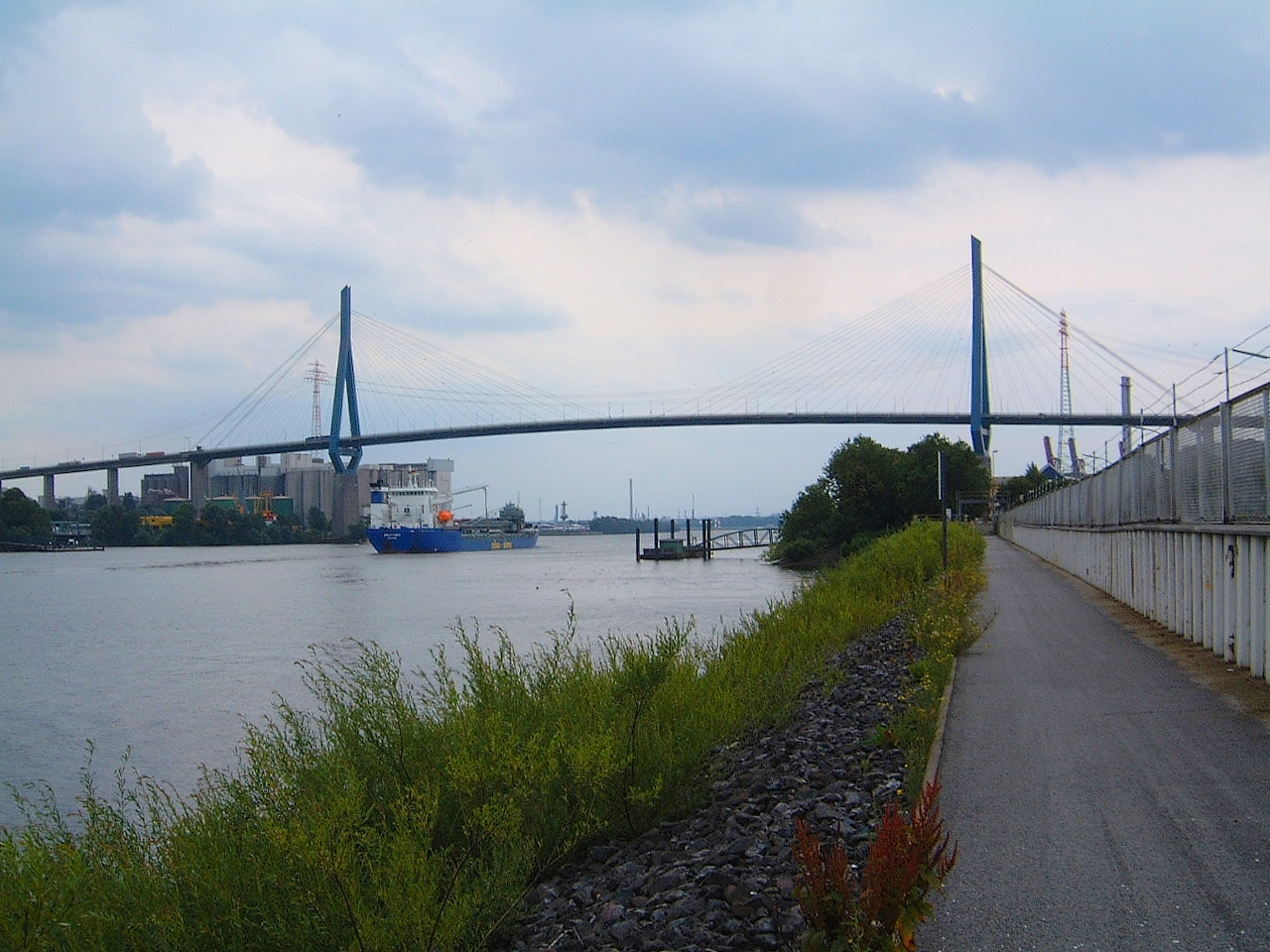
El pont del Köhlbrand

## Enllaços i referències
A Wikimedia Commons hi ha contingut multimèdia relatiu a: Waltershof

1. ↑  Fehrs-Gilde «Hochdeutsch-plattdeutsche Liste von Stadtteilen in Hamburg», Gesellschaft für niederdeutsche Sprachpflege, Literatur und Sprachpolitik [consulta el 25 de novembre de 2013]
2. ↑  Daniel Tilgner (redacció), «Waltershof», Hamburg von Altona bis Zollenspieker: Das Haspa-Handbuch für alle Stadtteile der Hansestadt, Hamburg, Hoffmann & Campe, 2002, pàgina 1056 ss., ISBN 3-455-11333-8
3. ↑  «Waltershof - vier Einwohner, zwei Wohnhäuser», Hamburger Abendblatt, 8 de desembre 2012
4. 1 2  Katharina Geßler, Hans Raczinski, Uschy Scheenclaus i Olaf Schulz (redacció), «Waltershof», Das große Hamburgbuch, Hamburg, Hamburger Abendblatt, 2012, pàgines 906-910, ISBN 978-3-86370-110-9